# Чуко, Ленка
Ленка Чуко (алб. Lenka Çuko; 8 июля 1938, округ Люшня) — албанская коммунистка, член Политбюро ЦК АПТ в 1976—1990 годах. Была активным проводником сталинистской и ходжаистской политики. После падения коммунистического режима приговорена к тюремному заключению, освобождена по амнистии.

## «Партийная Изаура»
Родилась в деревенской семье, с юности работала в колхозе. В 22-летнем возрасте вступила в правящую коммунистическую АПТ. В 1968 году стала председателем колхоза имени Сталина. С 1970 года — депутат Народного собрания НРА.
В 1971 году Ленка Чуко окончила в Тиране партийную школу имени Ленина и перешла в партаппарат. Выступала преданной сторонницей Энвера Ходжи, чем обратила на себя его благосклонное внимание. В современной Албании политическая карьера Чуко образно сравнивается с судьбой «рабыни Изауры».

## Жёсткая линия
С 1971 года Ленка Чуко состояла в ЦК АПТ. В 1976 году возглавила комитет АПТ в округе Люшня и в этом качестве была кооптирована в Политбюро ЦК (первая женщина в высшем партийном руководстве после 1960 года). О степени влияния Ленки Чуко говорит факт её участия в экстренном узком совещании после гибели Мехмета Шеху. С 1983 Чуко заняла пост секретаря ЦК АПТ. Курировала организационную структуру партии.
Ленка Чуко придерживалась идеологии ортодоксального сталинизма и ходжаизма. И при Энвере Ходже, и после его смерти она считалась проводником жёсткой политической линии. Летом 1989 года на совещании функционеров АПТ Чуко резко осуждала советскую перестройку, венгерские реформы, польский Круглый стол. Чуко не одобряла даже ограниченных реформ Рамиза Алии.
В 1990 году в Албании начались массовые антикоммунистические выступления. Особенно жёсткая ситуация сложилась в Кавае, где произошло кровопролитие. Ленка Чуко и Мухо Аслани направились для урегулирования ситуации, но были изгнаны из города. В декабре 1990 года Рамиз Алия вывел группу консерваторов — Неджмие Ходжу, Симона Стефани, Мухо Аслани, Ленку Чуко — из состава политбюро.

## Суды и приговоры
Коммунистический режим в Албании пал в 1990—1992 годах. В 1993 году группа бывших членов ЦК и Политбюро АПТ предстала перед судом по обвинениям в злоупотреблении властью — в том числе Ленка Чуко, Ламби Гегприфти, Хайредин Челику, Прокоп Мурра, Пали Миска, Бектеши, Мухо Аслани, Фото Чами
. Все подсудимые были признаны виновными и приговорены к различным срокам заключения. Ленка Чуко получила 7 лет тюрьмы. Отбывала наказание в тиранской Тюрьме 325. По отзывам надзирательницы, вела себя злобно и конфликтно (в отличие от культурной Неджмие Ходжи). Любила тюремные музыкальные мероприятия и, если таковые долго не проводились, устраивала звон с помощью кастрюли.
Летом 1996 года открылся новый процесс — против группы региональных партийных функционеров, обвиняемых в геноциде и преступлениях против человечности (речь, в частности, шла о принудительных работах, депортациях, интернированиях населения). Ленка Чуко была привлечена как люшнинский партсекретарь и приговорена к 15 годам тюремного заключения.

## Частная жизнь
После вооружённых беспорядков 1997 года правительство Албании объявило амнистию ранее осуждённым. Ленка Чуко была освобождена. С тех пор живёт частной жизнью, в политике не замечена. В ноябре 2015 года правительство Албании лишило государственных наград функционеров АПТ и Сигурими, в том числе Ленку Чуко.
Бардил Цанай, зять Ленки Чуко, в феврале 2015 года был назначен послом Албании в Израиле. Комментаторы объяснили это, в частности, тем, что министр иностранных дел Дитмир Бушати не только состоит в соцпартии, наследовавшей АПТ, но и происходит из семьи партийного функционера времён Ходжи.